# Velilla del Río Carrión
Velilla del Río Carrión es una localidad y municipio en la provincia de Palencia, en la Comunidad autónoma de Castilla y León, España. Está situada en la comarca Montaña Palentina, junto a los límites provinciales de León y Cantabria. Cuenta con 1132 habitantes (INE 2024).
Ubicada en el valle del río Carrión, y en el parque natural Montaña Palentina, lo que le confiere una gran riqueza en fauna y flora, el municipio del que es ayuntamiento alberga algunas de las mayores elevaciones de la montaña palentina. Esto convierte su clima en frío y nivoso en invierno y suave en verano.
Existe constancia de que los cántabros, concretamente los tamáricos fueron los primeros pobladores de la zona, fundadores de Tamarica, aproximadamente en el siglo III a. C., que se correspondería con la actual Velilla. Hasta 1949 su nombre fue Velilla de Guardo.
Es una localidad que ha vivido el último siglo bajo la decisiva influencia de la minería del carbón, sumida en un proceso de cierre, lo que ha provocado un brusco descenso de la población. La última industria que se mantuvo fue la central térmica homónima que la empresa Iberdrola tenía ubicada en el municipio, y que cesó su actividad en junio de 2020.

## Geografía

Término municipal de Velilla del Río Carrión.

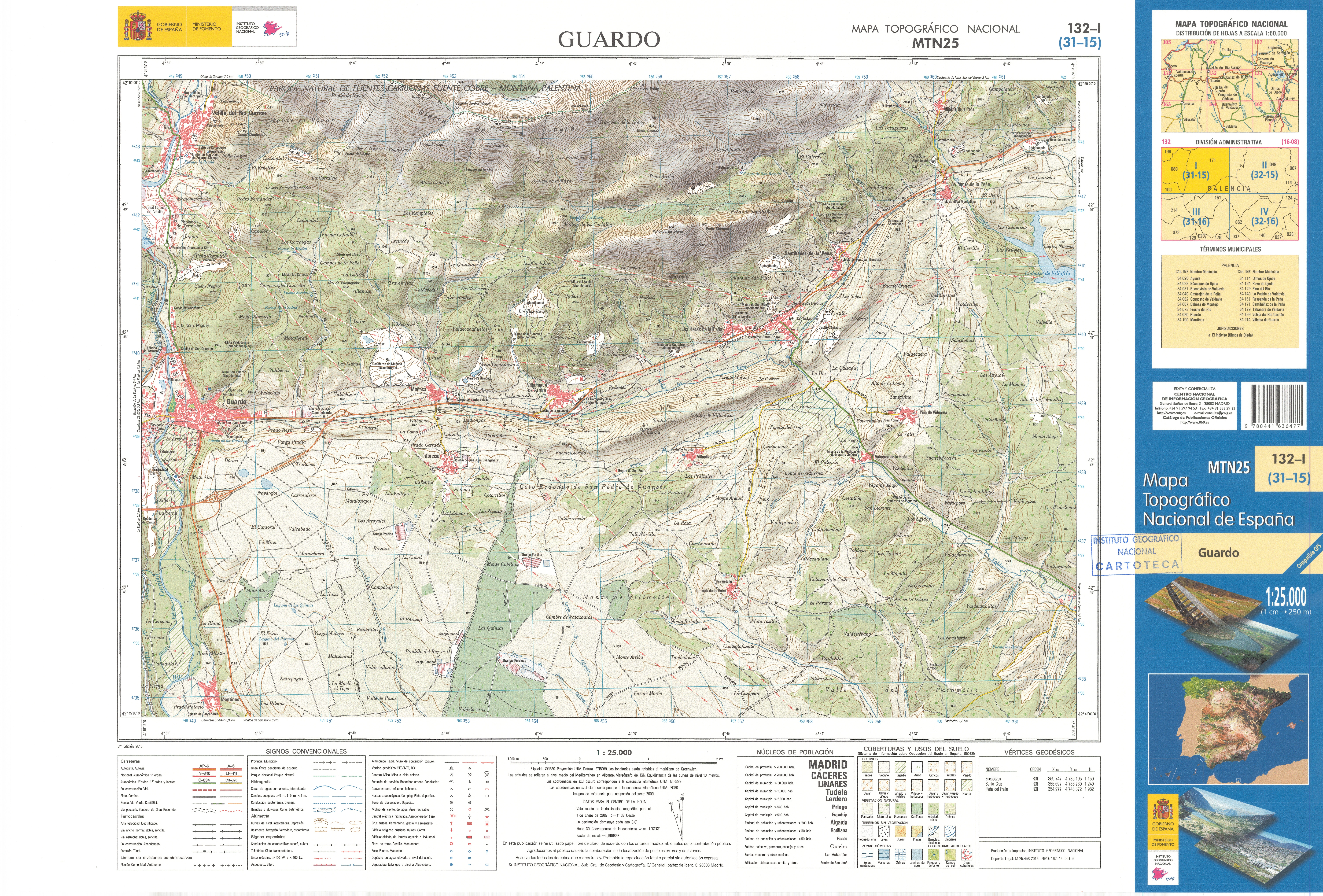
Fragmento de la hoja 132 del Mapa Topográfico Nacional de España de 2015 en el que se representa parte de Velilla del Río Carrión

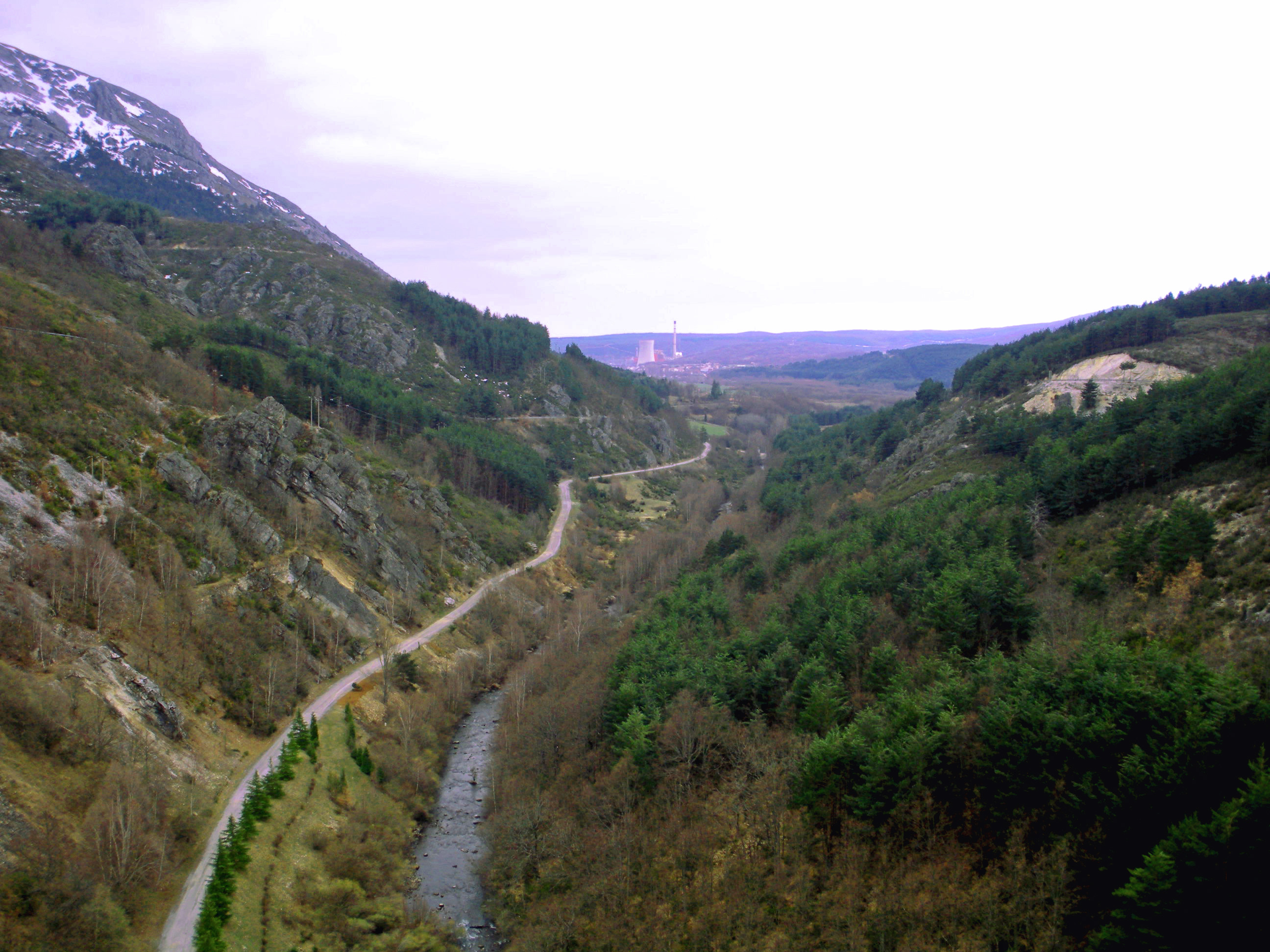
Vista de Velilla al fondo del valle formado por el río Carrión.

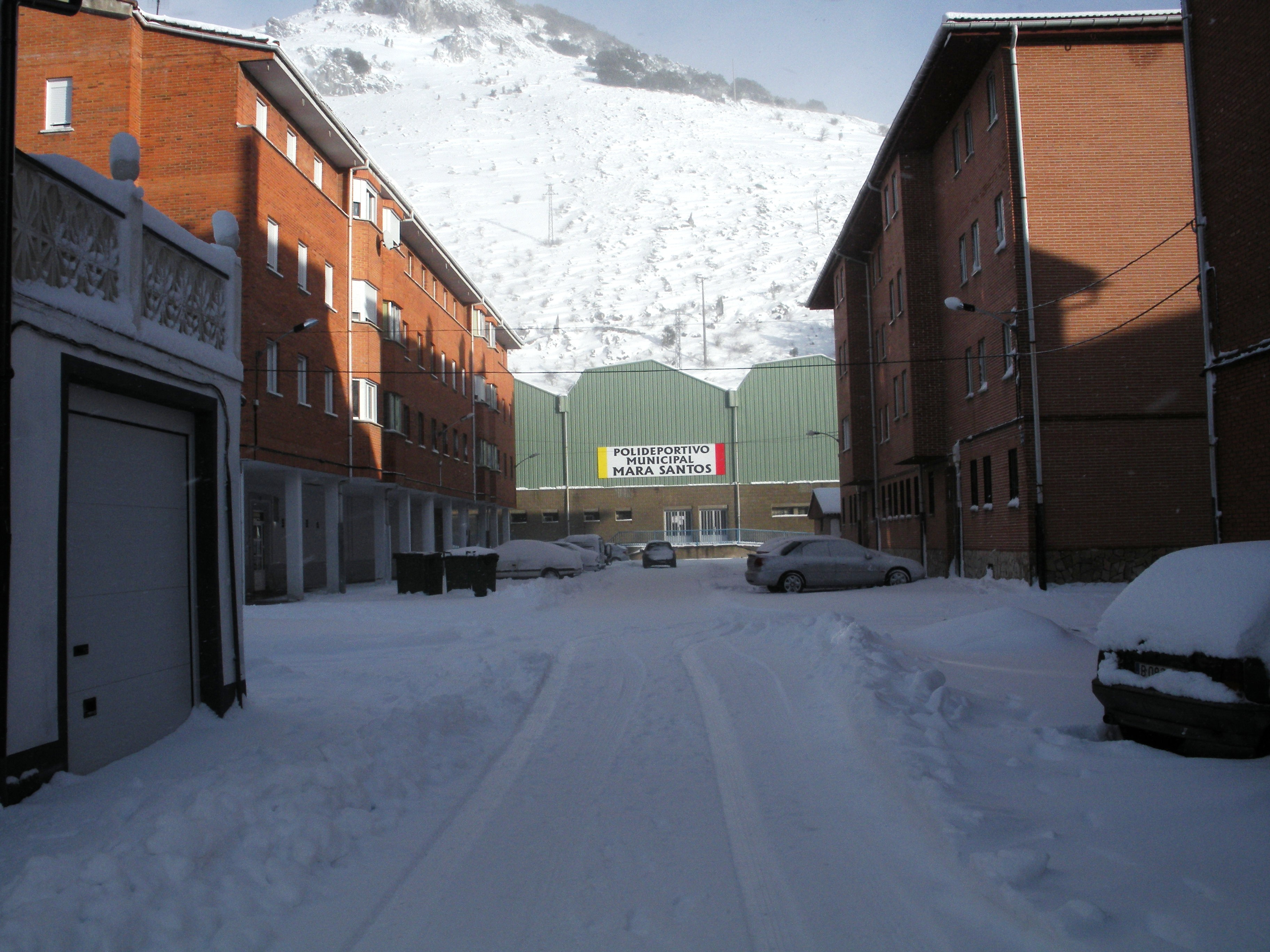
Las nevadas son muy habituales en Velilla durante el invierno. En la imagen, el polideportivo Mara Santos bajo la nieve en enero de 2009.

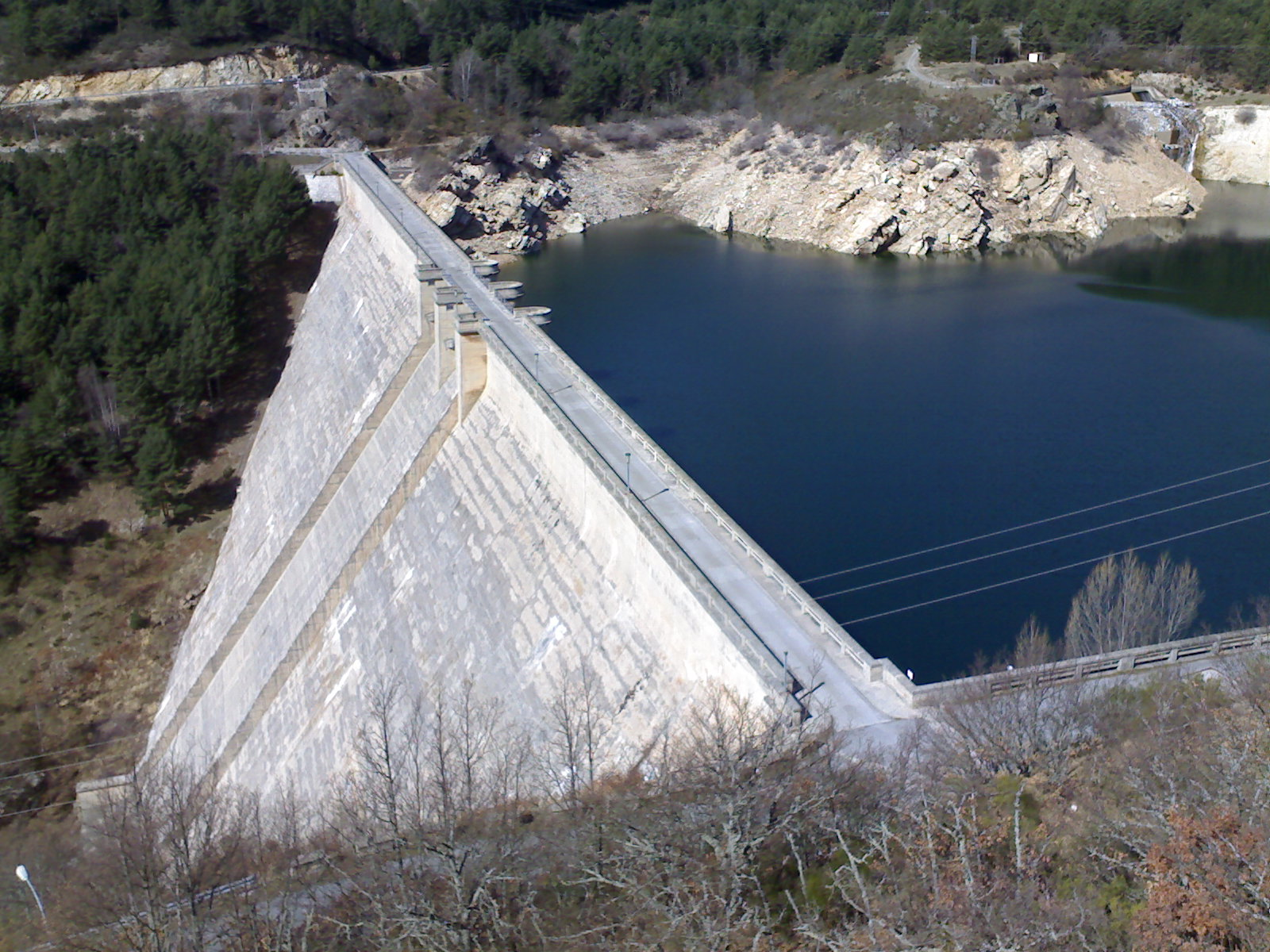
El embalse de Compuerto, uno de los dos que se encuentran dentro del término municipal, construidos para regular las aguas del río Carrión.

La cabaña vacuna siempre ha tenido gran importancia en la ganadería local. Actualmente ha cobrado más importancia en las pedanías del norte del municipio gracias, sobre todo, a la declaración, en 1998, de Marca de Garantía para la Carne de Cervera y Montaña Palentina.

Límites del municipio:
| Noroeste: Provincia de León        | Norte: Provincia de León Cantabria | Noreste: Cervera de Pisuerga      |
| Oeste: Provincia de León           |                                    | Este: Triollo Cervera de Pisuerga |
| Suroeste: Provincia de León Guardo | Sur: Guardo                        | Sureste: Santibáñez               |

### Ubicación
Situada en un valle formado por el río Carrión –que atraviesa la localidad de norte a sur–, Velilla del Río Carrión es puerta de acceso a la Montaña Palentina –primeras estribaciones de la cordillera Cantábrica–, donde se encuentran algunas de sus máximas elevaciones: Espigüete (2450 m) y Pico Murcia (2431 m). La extensión del municipio es de 198,94 km² y la altitud del núcleo urbano de 1121 m s. n. m.

### Climatología
Su situación confiere al pueblo un clima continental-de montaña, con inviernos largos y fríos y abundantes nevadas, y veranos suaves y secos, con temperaturas medias de 19,5 °C en verano y 3,5 °C en invierno (el término municipal). Estos datos sufren sensibles variaciones a medida que se avanza hacia el Norte y aumenta la altitud. Son muy a tener en cuenta los aires fríos procedentes del Norte de los que el pueblo permanece protegido por la barrera de montañas que lo rodean.
Según datos de la estación meteorológica de Velilla, la media anual de precipitaciones es de 1260 mm, que corresponden a 437,9 mm en invierno y 175,8 mm en verano.

### Hidrografía
Velilla se encuentra englobada dentro de la Mancomunidad de Aguas del Carrión, que regula el abastecimiento del agua en las localidades de la zona.

#### Ríos
El río Carrión, que nace en el espacio conocido como Fuentes Carrionas, es el más importante de la zona. Su principal curiosidad es que a pesar de sus 179 km de longitud todo su recorrido forma parte de la provincia de Palencia, atravesando algunas de sus localidades más importantes como Guardo, Carrión de los Condes y Palencia.
De menor importancia son el río Besandino, que vierte sus aguas al Carrión dentro de la localidad y el río Cardaño, también afluente del Carrión. Además existen numerosos arroyos subsidiarios del Carrión dentro del parque natural.

#### Embalses
- El embalse de Compuerto está situado en el término municipal de Velilla, con su presa a la altura de Otero de Guardo, terminada en el año 1960, y tiene una capacidad de 95 hm³ de agua.[5]

- Junto a la localidad de Camporredondo, y a escasa distancia de la cola de Compuerto, se encuentra el embalse de Camporredondo, inaugurado en 1930 por el rey Alfonso XIII, y con una capacidad de 70 hm³.[6]

### Flora
Las especiales condiciones climáticas han propiciado que en este municipio se desarrollen especies endémicas, como una variedad de sempervivum que solo se da en el Espigüete, y que lleva el nombre de Sempervivum Giuseppii. También existe gran variedad de plantas medicinales como la manzanilla, y de setas comestibles muy demandadas como la senderina y la codiciada boletus.
El término municipal de Velilla tiene una superficie de monte de utilidad pública de 19 357 ha, el mayor de la provincia, que agrupa a 3.541 especies arbóreas.
Como resultado de las diversas condiciones climáticas presentes en esta zona, su vegetación presenta una notable variedad, donde nos encontramos encinares y sabinares de sabina albar, así como hayedos, robledales o abedulares, siendo de especial importancia su pinar autóctono de pino silvestre.
Entre 1997 y 2003 se produjeron en el municipio 29 incendios forestales, que supusieron la destrucción de 315 ha, lo que significa el 0,4% de su superficie forestal.

### Fauna
La cabaña ganadera local está compuesta principalmente por ganado ovino y vacuno, sobre todo en las pedanías al norte de la localidad, aunque también tuvo cierta importancia el caprino.
El término municipal es uno de los más extensos de la provincia, y abarca gran parte del parque natural Montaña Palentina, así declarado el 5 de julio de 2000. Entre las principales especies que habitan este espacio cabe destacar el oso pardo, urogallo, lobo, venado, águila real, buitre leonado, y gato montés, algunas de ellas en peligro de extinción. 16 220 ha de la Reserva Regional de Caza Fuentes Carrionas corresponden a Velilla.
Asimismo, el Carrión es rico en la trucha, cuya pesca se desarrolla a lo largo del mismo, donde destacadas personalidades han asistido a practicarla. Existen dos cotos de salmónidos, el P-1 en Cardaño de Abajo, y el P-5 en Velilla.

## Etimología y heráldica

### Etimología
Durante mucho tiempo se atribuyó erróneamente el origen del nombre Velilla a la ciudad cántabra de Vellica, cuya ubicación correcta se encuentra en Olleros de Pisuerga, lo que descarta cualquier relación entre un nombre y otro.
Existe la teoría de que el topónimo Velilla, formado a partir de Vallella, procede de un diminutivo del latín Vallis, o valle pequeño, bastante razonable teniendo en cuenta la situación de la localidad.
El agregado "de Guardo" fue cambiado en 1949 por "del Río Carrión", al estar desvinculados los ayuntamientos de las dos localidades.

### Toponimia
Según el libro "Toponimia palentina: Nuestros pueblos, sus nombres y sus orígenes" (F. Roberto Gordaliza Aparicio, 1993), la toponimia de Velilla del Río Carrión se corresponde con La pequeña villa del río Carrión. En la obra "Palencia en sus topónimos" (Jesús María Merino Agudo, 2002) se identifica como Lugar de vigilancia (en zona) del río Carrión, pues interpreta el topónimo Velilla como "lugar de vigilancia". (Ver sección Bibliografía)

### Heráldica
El escudo de Velilla se define así:

Escudo cortado y medio partido; 1.º de azur, sostenida de ondas de plata y azur, una fuente de plata, cubierta de un arco de oro, mazonado de sable; 2.º, de azur, sostenido de ondas de plata y azur, un puente de dos ojos de oro, mazonado de sable; 3.º, de azur, un monte de dos cimas de plata. Al timbre, Corona Real cerrada.

## Historia

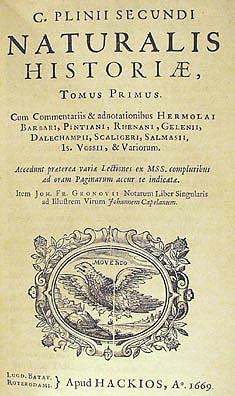
Portada de una edición de 1669 de la Naturalis Historia, escrito por Plinio el Viejo entre los años 23 y 79 de nuestra era, y el primer escrito (junto con los de Claudio Ptolomeo) que hace alusión, como Tamarica, a Velilla.

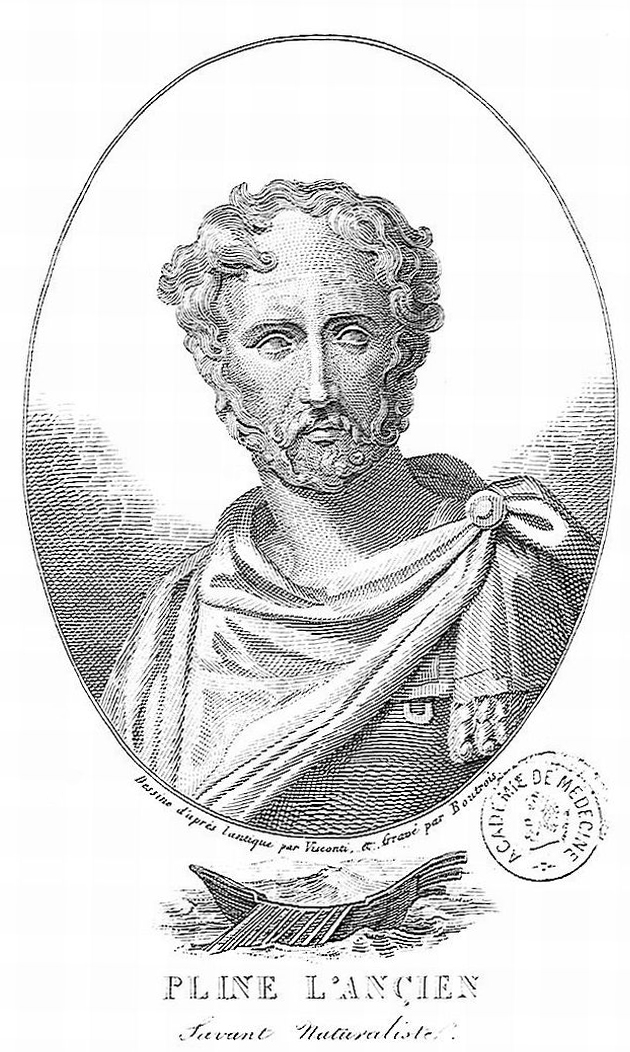
El naturalista y militar romano Plinio el Viejo, estudioso de la Hispania y de las Fuentes Tamáricas.

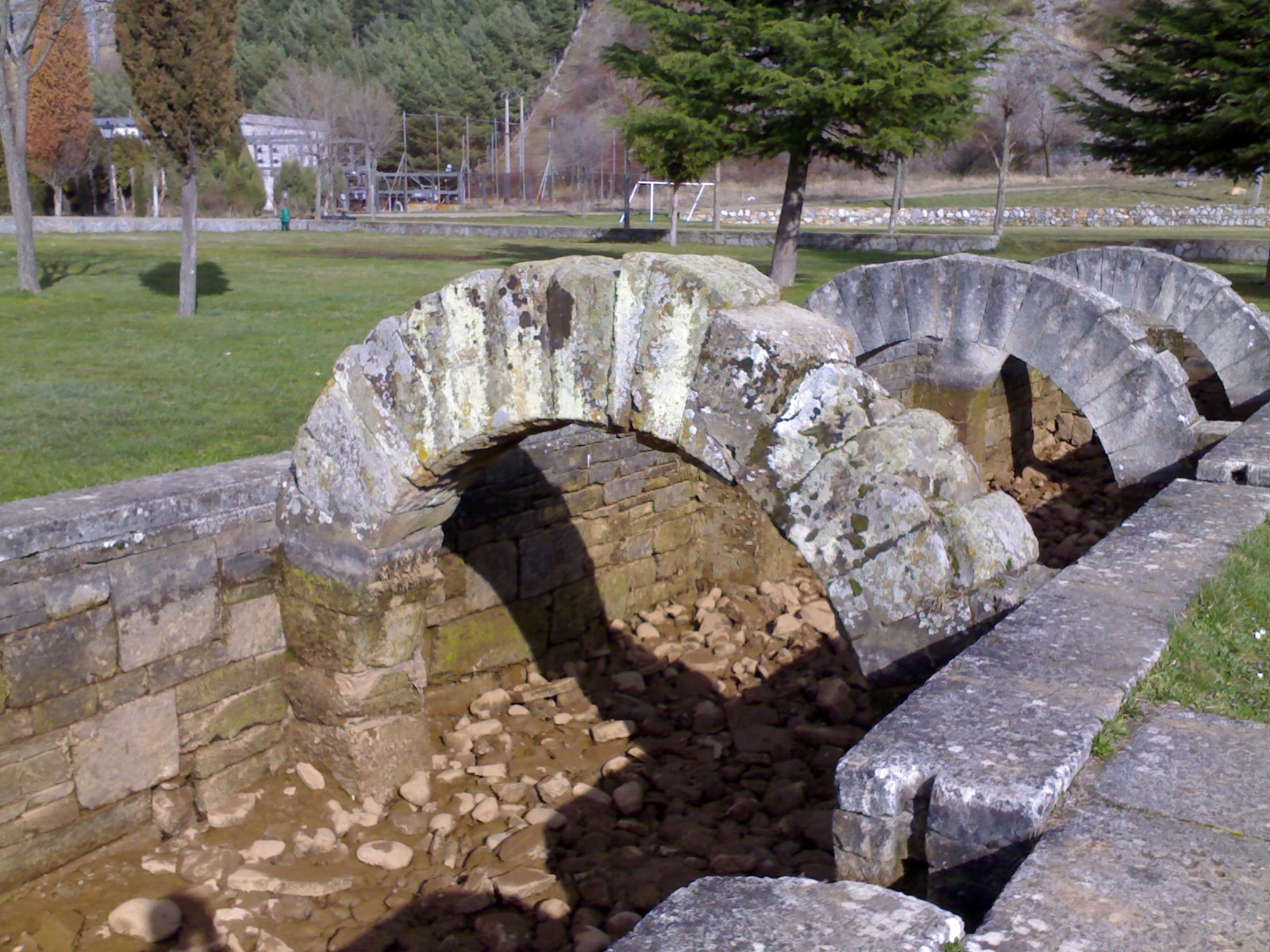
Detalle del arco primario de las Fuentes Tamáricas, el único que se conserva de la construcción original, el principal vestigio histórico del pueblo.

### Orígenes

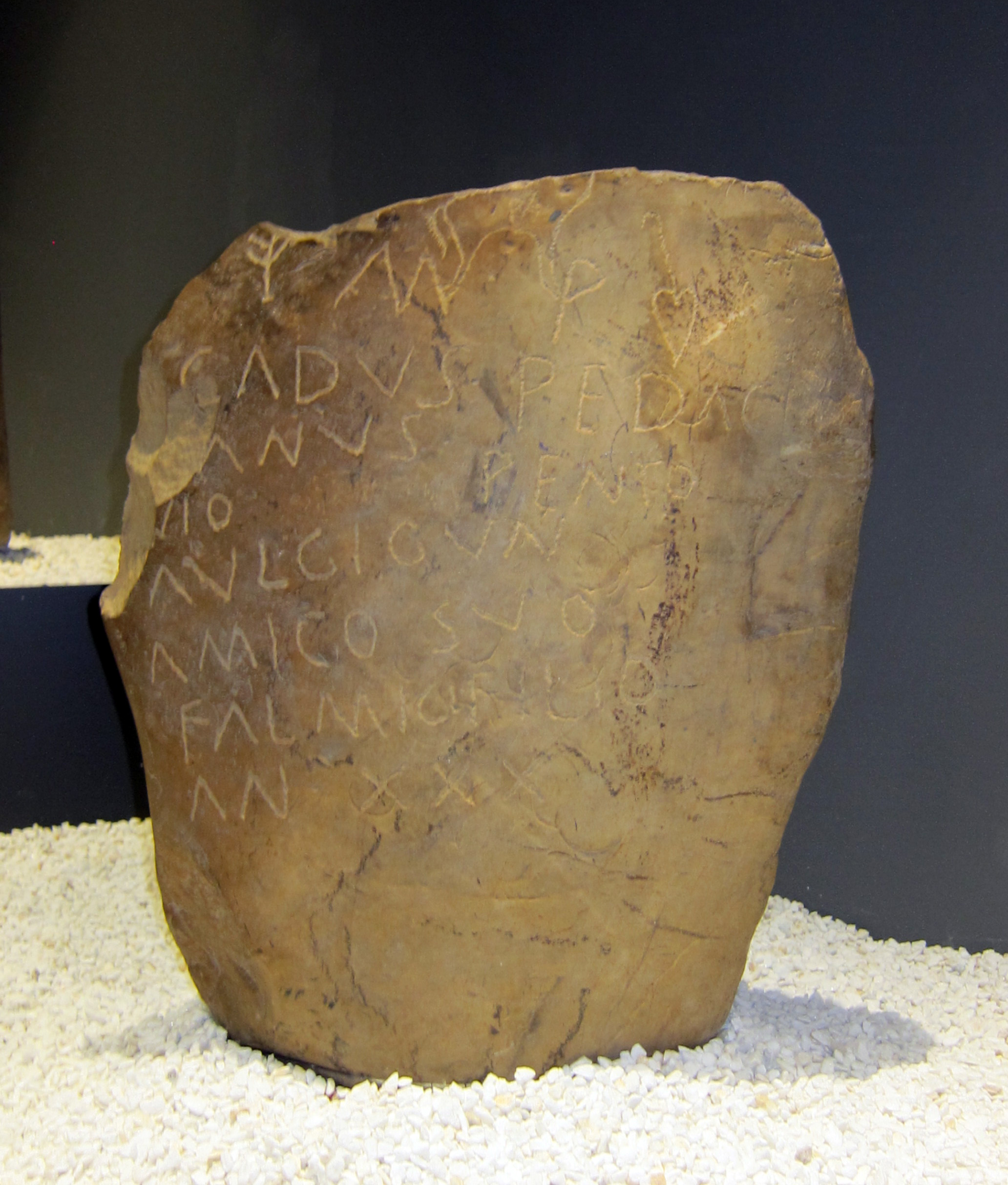
Estela de Pentovio.

La existencia en Velilla y alrededores de importantes culturas del pasado viene auspiciada por el hallazgo en 1890 de una lápida funeraria (que se conserva en la Colección del Marqués de Comillas). Dicha lápida contenía la inscripción: "Cadus Pedaccianus Pentovio Aulcigun amito suo et Amio filio an(norum) XXX.", interpretada como: "Cado Pedacciano erigió este monumento a su amigo Pentovio de la gente de los Avóleigos, y a su hijo Amio de 30 años de edad."
Período cántabro
De la primera civilización que se tiene constancia es del pueblo cántabro, ya conocido en el siglo III a. C., un pueblo guerrero compuesto por varias tribus menores, entre ellas los Tamáricos, cuya capital, Tamaria o Tamarica según Plinio el Viejo y Kamárica (debido a un error de transcripción de los códices, según algunos estudios) según Ptolomeo, se correspondería con la actual Velilla, en cuyo término se encontraban las míticas Fontes Tamarici (Fuentes Tamáricas). Fue Plinio quien narró el maleficio que significaba ver las fuentes por primera vez cuando se encontraban secas, hecho que acompañó la muerte del legado romano Larcio Licinio, que falleció una semana después de haberlas conocido cuando se encontraban sin agua, en el año 70. El historiador Enrique Flórez identificó, hacia 1750, el manantial conocido como La Reana con las Fuentes Tamáricas descritas por Plinio en su Naturalis Historia, XXXI, 23. Durante los veranos de 1960 y 1961 se realizaron trabajos de excavación promovidos por el Servicio Nacional de Excavaciones Arqueológicas del Ministerio de Educación Nacional, dirigidos por los arqueólogos Antonio García y Bellido y Augusto Fernández de Avilés (director del Museo Arqueológico Nacional), cuyas conclusiones mostraron total coincidencia con la identificación hecha doscientos años antes por Flórez.
Conquista romana
A principios del siglo I los cántabros se replegaron hacia el norte por el incontenible avance en la península del Imperio romano a pesar de su tenaz resistencia, que dio lugar a las guerras cántabras. Tamaria fue utilizada como paso y guarnición de la expansión romana para su invasión de la civilización cántabra, y la zona fue dotada de una calzada, ya desaparecida, recordada en la localidad como “Camino Real”. Esta calzada cruzaba el Carrión al nordeste de Vidrieros para remontar el curso del río hasta su origen, en Fuentes Carrionas, donde atravesaba la Cordillera Cantábrica, penetrando por Caloca y Vendejo para descender hasta el fondo del Valle de Liébana. En el año 19 a. C. los cántabros son definitivamente sometidos, pasando a pertenecer a la provincia romana de Tarraconensis. De la época romana, los vestigios arqueológicos que quedan son, aparte de La Reana y la inscripción funeraria, un ara romana y los restos de dos acueductos para la minería del oro, conocidos en la época moderna como "Camino de Los Moros" y "Camino Griego", esculpidos en la roca de las montañas cercanas. La existencia de la guarnición romana viene avalada por los escritos de Plinio y sus citas de visitantes célebres. El nombre asociado a este asentamiento es, según Fidel Fita, Aulcigun o Avolgicorum.

### Repoblación
Tras la romanización de Cantabria, no quedan vestigios de ningún tipo de actividad en la zona, seguramente quedó deshabitada, durante las invasiones visigodas y árabes.
Repoblación
No es hasta la segunda mitad del siglo IX cuando comienza el movimiento de colonización de las montañas del norte de la península. El norte se repobló con foramontanos, gente venida de las montañas, siendo la cercana localidad de Brañosera, el primer municipio de España, en el año 824. Para ello, se utilizan antiguos asentamientos romanos, ubicándose en primer lugar una iglesia en torno a la cual surge el pueblo. Durante los trabajos de construcción de la central térmica apareció una necrópolis de esta época, que fue completamente destruida por las obras. En 1033, es restaurada la diócesis de Palencia, a la que se conceden los Señoríos de Buardo, Camporredondo y Alba. Velilla figura como Velliolla en el Becerro de las Behetrías de Castilla, un censo publicado en 1352 que es el primer escrito que hace alusión a la localidad como tal, en la merindad de Saldaña, y donde se edifica la ermita de San Juan en el siglo XIII.
Señorío
Velilla fue señorío de la Casa del Infantado, cuyo Duque, Señor de Guardo, era dueño de las tierras de "La Serna", que dominaban la Reana y la ermita de San Juan. En octubre de 1726 se redactó el contrato por el que el pueblo pagaba tributo a María Francisca de Silva Mendoza y Sandoval, undécima duquesa del Infantado. En esos tiempos habitan Velilla algunas casas nobiliarias (Valdeones, Noriegas) y se encuentra bajo el Señorío de Guardo, siendo su denominación Velilla de Guardo. La Serna fue un lugar decisivo en la historia de Velilla: este inmenso prado era el escenario de todas las faenas agrícolas y el punto de cita donde se desarrollaban todas las costumbres y tradiciones del pueblo. La agricultura y la ganadería eran la base de la economía velillense, pero pasaron a un segundo plano con la llegada de la minería.
Desaparición de los Señoríos
La abolición de los señoríos en España fue aprobada en 1811 por las Cortes de Cádiz, por la necesidad de una administración y gestión mejores, y Velilla se convirtió en ayuntamiento, sumándose al mismo varios pueblos vecinos que fueron variando con el paso del tiempo.
Según un documento del archivo del ayuntamiento, en 1814 los datos del pueblo eran los siguientes:

Velilla de Guardo: Ayuntamiento. Provincia de Palencia. Diócesis de León. Partido de Saldaña. Está situado a orillas del Carrión, en terreno llano, al pie de unas montañas o calizas que impiden de pronto el sol. Tiene buena plaza con un excelente edificio. Hay un puente romano para pasar a Riaño, Asturias, etc. Aquí toma mucho incremento el frío y el río, pues tiene muchas fuentes de bastante caudal; hay una que pone en movimiento a un molino, a pesar de tener muy poco salto, y hay otra muy singular, llamada Reana, cerca de la Ermita de San Juan, titulada San Juan de Fuentes Divinas, la cual se seca una, dos y tres veces al día, y otras veces mana semanas; es una alternativa muy singular, su agua es muy delicada, y fue Terma Romana y está a doscientos pasos del pueblo, sobre una gran pradera. Produce trigo y sin fin de cereales, tiene una gran huerta para hortalizas y lino; montes de haya y roble, y hasta industria: fabricación de carbón de canutillo y fragua, hacen aperos de labranza y hay pescadores. Tiene 486 habitantes.

En 1855 el pueblo fue víctima de la epidemia del cólera, que afectó a más de 25 000 personas en toda la provincia.
guerras carlistas

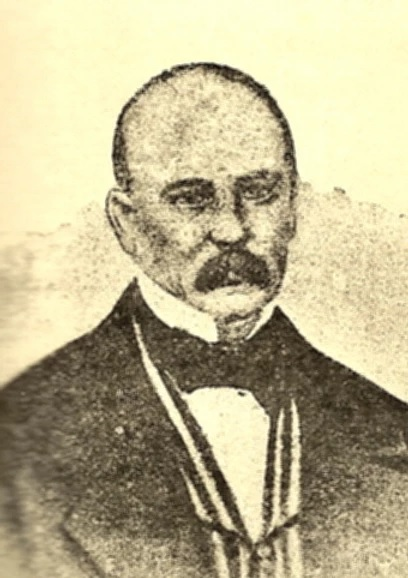
Durante las guerras carlistas, Pedro Balanzategui protagonizó, en 1869, una penosa huida desde Velilla hasta Valcobero, donde fue localizado y fusilado por fuerzas de la Guardia Civil.

En el marco de las guerras carlistas, el 4 de agosto de 1869, un contingente de unos cien carlistas, comandado por Pedro Balanzategui (militar y exalcalde de León) y Leoncio González de Granda, llegó procedente de la provincia de León perseguido por la Guardia Civil. En Velilla sus perseguidores les dieron alcance y tirotearon, pero Balanzategui y otros consiguieron escapar y dirigirse a Valcobero, donde fueron definitivamente apresados y fusilados junto al cementerio el 6 de agosto.

### SigloXX
Minería
A finales del siglo XIX, el carbón que albergaban las montañas del municipio comenzó a ser importante para las nuevas industrias, sobre todo para la emergente industria metalúrgica de Bilbao. Comenzaron a llegar del País Vasco los primeros ingenieros y técnicos de minas, buscando la apreciada antracita. Las primeras prospecciones en los montes supusieron una importante alteración de la vida local. La minería del carbón cambiaría totalmente la industria, la demografía y la historia locales.
En 1910 se estableció en el pueblo una Misión de la Congregación, una orden religiosa destinada a la evangelización de los pobres y la formación del clero. La noche del 14 de diciembre de 1912 se produjo el hundimiento del puente romano sobre el Carrión, del que solo quedó en pie un arco, debido a una gran riada. Al producirse este hecho durante la noche, no se produjeron desgracias personales. Estas riadas eran muy comunes hasta la construcción de los embalses que regularon las aguas del río.
Ya en 1920 comienzan las primeras huelgas de la minería en Velilla, Guardo, Las Heras, Villanueva y Cerezal, para protestar por las pésimas condiciones de trabajo y el paupérrimo salario.
En 1929, el ayuntamiento consiguió en propiedad el prado de La Serna, hasta entonces en poder de la Casa del Infantado, pagando 25 pesetas al fisco.
El 4 de agosto de 1930, causó gran revuelo la llegada del Rey Alfonso XIII, que se desplazó a Camporredondo, para inaugurar el Embalse de Camporredondo, oficialmente denominado Pantano Príncipe Alfonso. El monarca llegó desde Cervera de Pisuerga, pues veraneaba en Santander, y desde Velilla llegaron Abilio Calderón (entonces Ministro de Fomento) y Carlos Martínez de Azcoitia, alcalde de Palencia Un año más tarde, el monarca tuvo que partir al exilio.
Revolución minera
La revolución obrera, que comenzó en Asturias en octubre de 1934, siguió por la cuenca minera de León y llegó hasta el norte de Palencia, iniciándose en Barruelo. El 4 de octubre de 1934, los mineros de Velilla se unieron en Guardo a los de esta localidad, tomando las armas en las últimas horas del día 5 de octubre, y se hicieron con el control de los pueblos. Al ser reducido el contingente destacado en el puesto de la Guardia Civil, los mineros tomaron el mando sin dificultades. El gobierno envió el día 7 a la zona 60 guardias más y media compañía de un batallón del ejército con sede en Palencia. La fuerte resistencia opuesta por los mineros fue respondida con el envío desde la Base aérea de Agoncillo, en Logroño de varios bombarderos, que hicieron capitular a los rebeldes el mismo día 7 de octubre. Muchos huyeron al monte, y la mayoría se entregaron, sufriendo graves represalias.
Guerra Civil

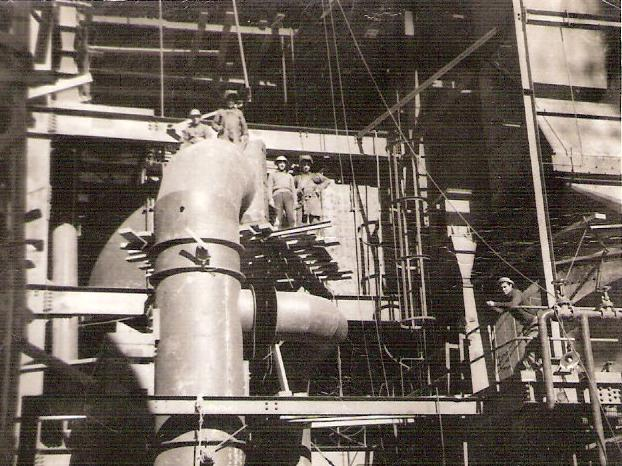
Un grupo de obreros, durante la construcción de la central térmica, en 1962. Esta obra, junto con la construcción del pantano y el auge de la minería, convirtió la localidad en un importante núcleo industrial.

El 18 de julio de 1936 se produjo el golpe de Estado contra el gobierno de la II República, y toda la zona minera del norte de Palencia quedó en manos de las tropas sublevadas tras el levantamiento. A pesar de que la zona estaba ya tomada prácticamente desde la Revolución del 34, se estableció un pequeño frente, localizado en los montes cercanos y en las proximidades de Cantabria. Las organizaciones mineras volvieron a encabezar la lucha para defender a la República, y sus escaramuzas duraron hasta agosto de 1937, en que fueron definitivamente derrotados. La guerra civil española no tuvo demasiada repercusión en el municipio, pero la represión franquista se dejó sentir.
Tras la guerra, la zona sufrió -como todo el país- una pobreza extrema, y una gran represión contra la minería. En 1949 la localidad pasó a denominarse Velilla del Río Carrión, en alusión al río que atraviesa el pueblo. Los veranos de 1960 y 1961 se llevaron a cabo los trabajos de excavación en las Fuentes Tamáricas promovidos por el Servicio Nacional de Excavaciones Arqueológicas del Ministerio de Educación Nacional, que culminaron con la declaración de Monumento Histórico para la fuente.
Prosperidad y declive
Gracias a la incipiente minería, y a la construcción del embalse de Compuerto en 1960 y, sobre todo, la central térmica en 1964 para aprovechar la producción de carbón de la zona, la población se dobló en 30 años (1980), con la llegada de trabajadores de todas partes de España, gozando de gran prosperidad económica. El momento de máximo esplendor se produce en 1984, coincidiendo la ampliación de la térmica con la máxima actividad de las minas. Esta prosperidad propició la desaparición del histórico prado de La Serna, donde se construyeron un colegio y nuevas viviendas.
La reconversión minera trajo consigo un declive acentuado por la práctica desaparición de la minería al iniciar el siglo XXI.

## Geografía humana

### Demografía
Cuenta con una población de 1132 habitantes (INE 2024).
| Gráfica de evolución demográfica de Velilla del Río Carrión entre 1842 y 2021 |
| |
| Población de derecho según los censos de población del INE. Población de hecho según los censos de población del INE.En estos censos se denominaba Velilla de Guardo: 1842, 1857, 1860, 1877, 1887, 1897, 1900, 1910, 1920, 1930 y 1940. Entre el censo de 1981 y el anterior, crece el término del municipio porque incorpora a 34007 (Alba de los Cardaños), 34044 (Camporredondo de Alba) y 34118 (Otero de Guardo). |

Distribución de la población
Las entidades de población que componen el término municipal de Velilla del Río Carrión son las siguientes:
| Entidad de Población | Coordenadas                               | Pob. (2011) | Distancia (km) | Mapa |
| --- | ----------------------------------------- | ----------- | -------------- | --- |
| Velilla del Río Carrión | 42°49′34″N 4°50′46″O / 42.82611, -4.84611 | 1268        | 0              | \| Velilla del Río Carrión Alba de · los Cardaños Camporredondo de Alba Cardaño de Abajo Cardaño de Arriba Otero de Guardo Valcobero Central térmica Espigüete Pico Murcia \| |
| Alba de los Cardaños | 42°54′29″N 4°43′07″O / 42.90806, -4.71861 | 24          | 28             | \| Velilla del Río Carrión Alba de · los Cardaños Camporredondo de Alba Cardaño de Abajo Cardaño de Arriba Otero de Guardo Valcobero Central térmica Espigüete Pico Murcia \| |
| Camporredondo de Alba | 42°53′45″N 4°44′45″O / 42.89583, -4.74583 | 91          | 15,5           | \| Velilla del Río Carrión Alba de · los Cardaños Camporredondo de Alba Cardaño de Abajo Cardaño de Arriba Otero de Guardo Valcobero Central térmica Espigüete Pico Murcia \| |
| Cardaño de Abajo | 42°55′15″N 4°45′47″O / 42.92083, -4.76306 | 15          | 20,5           | \| Velilla del Río Carrión Alba de · los Cardaños Camporredondo de Alba Cardaño de Abajo Cardaño de Arriba Otero de Guardo Valcobero Central térmica Espigüete Pico Murcia \| |
| Cardaño de Arriba | 42°58′15″N 4°45′24″O / 42.97083, -4.75667 | 5           | 26,5           | \| Velilla del Río Carrión Alba de · los Cardaños Camporredondo de Alba Cardaño de Abajo Cardaño de Arriba Otero de Guardo Valcobero Central térmica Espigüete Pico Murcia \| |
| Otero de Guardo | 42°52′45″N 4°48′27″O / 42.87917, -4.80750 | 83          | 8,5            | \| Velilla del Río Carrión Alba de · los Cardaños Camporredondo de Alba Cardaño de Abajo Cardaño de Arriba Otero de Guardo Valcobero Central térmica Espigüete Pico Murcia \| |
| Valcobero | 42°51′25″N 4°47′01″O / 42.85694, -4.78361 | 3           | 8              | \| Velilla del Río Carrión Alba de · los Cardaños Camporredondo de Alba Cardaño de Abajo Cardaño de Arriba Otero de Guardo Valcobero Central térmica Espigüete Pico Murcia \| |
| Diseminados |                                           | 23          |                | \| Velilla del Río Carrión Alba de · los Cardaños Camporredondo de Alba Cardaño de Abajo Cardaño de Arriba Otero de Guardo Valcobero Central térmica Espigüete Pico Murcia \| |
| Total |                                           | 1512        |                | \| Velilla del Río Carrión Alba de · los Cardaños Camporredondo de Alba Cardaño de Abajo Cardaño de Arriba Otero de Guardo Valcobero Central térmica Espigüete Pico Murcia \| |
| Fuente: INE, 2011 y Google Earth |                                           |             |                | |
| Velilla del Río Carrión Alba de · los Cardaños Camporredondo de Alba Cardaño de Abajo Cardaño de Arriba Otero de Guardo Valcobero Central térmica Espigüete Pico Murcia |                                           |             |                | |

### Urbanismo

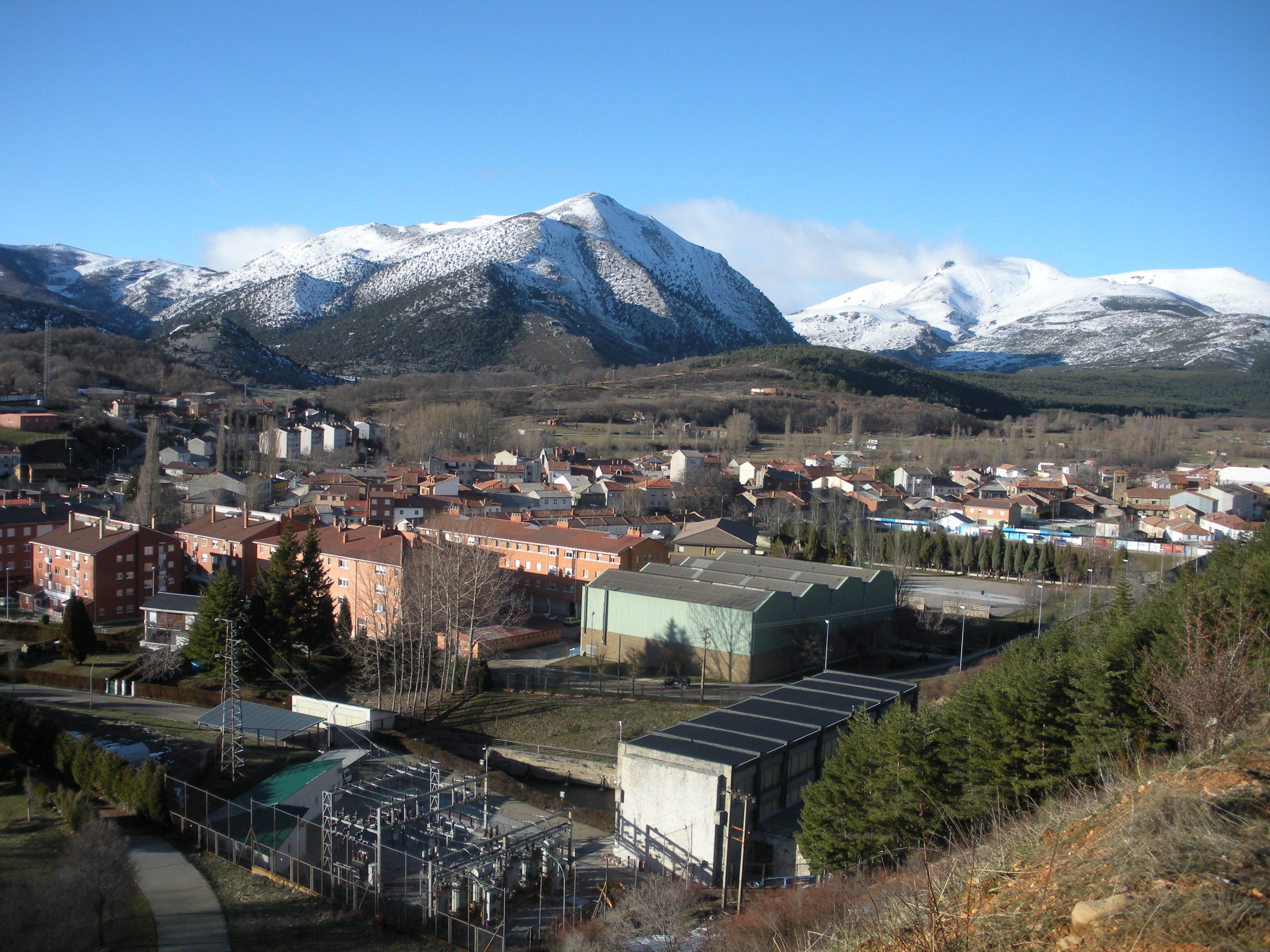
Imagen de Velilla desde una de las peñas cercanas. Se pueden observar las montañas que rodean la localidad, como Peña Lampa (1784) enfrente.

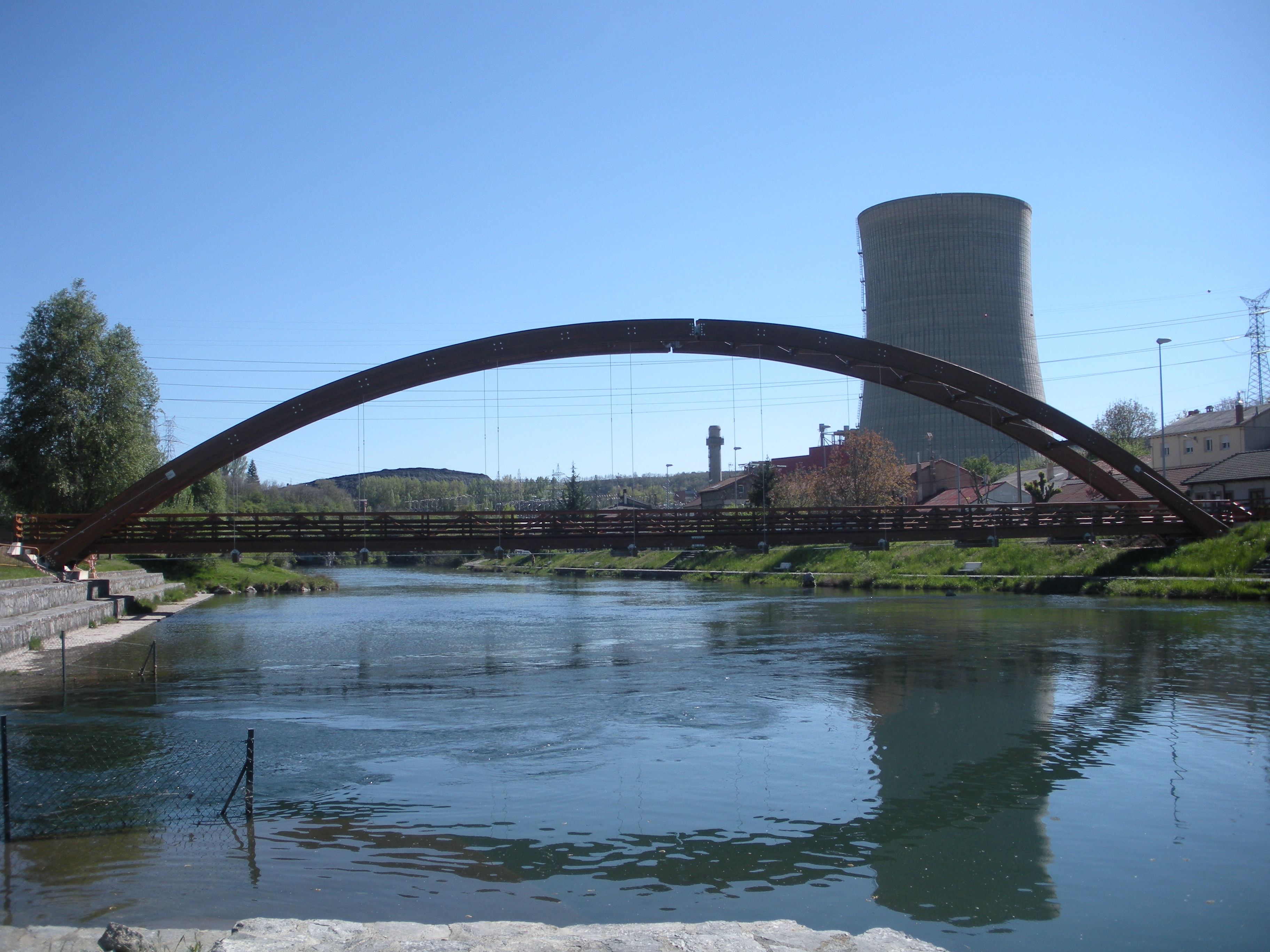
Pasarela peatonal sobre el río Carrión, instalada en 2010, la segunda de su categoría de mayor longitud en España.

El desarrollo urbanístico de la localidad se produjo en la margen izquierda del río Carrión, a partir del núcleo original, situado en torno a la iglesia y el palacio barroco conocido como Casa del tío Mateón, que junto al ayuntamiento forman la plaza Mayor, en dirección N-S, desarrollándose la calle Mayor hasta su confluencia con la carretera de Palencia a Riaño. Posteriormente se desarrollaron dos barrios en la margen derecha del río, denominados Areños y Las Cortes, que provocaron la construcción de tres pasarelas peatonales, la última de ellas instalada en marzo de 2010, y que es el segundo puente de madera más grande de España.
Hacia 1960 se construyó, a 1 km de la localidad, el Poblado de Terminor, situado junto a la central térmica, para alojar a los ingenieros y especialistas que intervinieron en la construcción de la misma, utilizado después por la empresa Iberdrola como viviendas para sus empleados. El desarrollo posterior se produjo a través de la urbanización del prado de La Serna, donde se construyeron el campo de fútbol, el nuevo colegio público y varios bloques de viviendas.
Según datos del Censo de Población y Viviendas del año 2001, en Velilla del Río Carrión había 1679 viviendas, con la siguiente distribución:
- En propiedad: 990
- En propiedad, con pagos pendientes: 244
- En propiedad por herencia: 151
- En alquiler: 53
- Cedidas por empresas o instituciones: 164
- Otros: 77

Según este estudio, el 46,1% de las viviendas, están construidas entre 1940 y 1960.

#### Minería

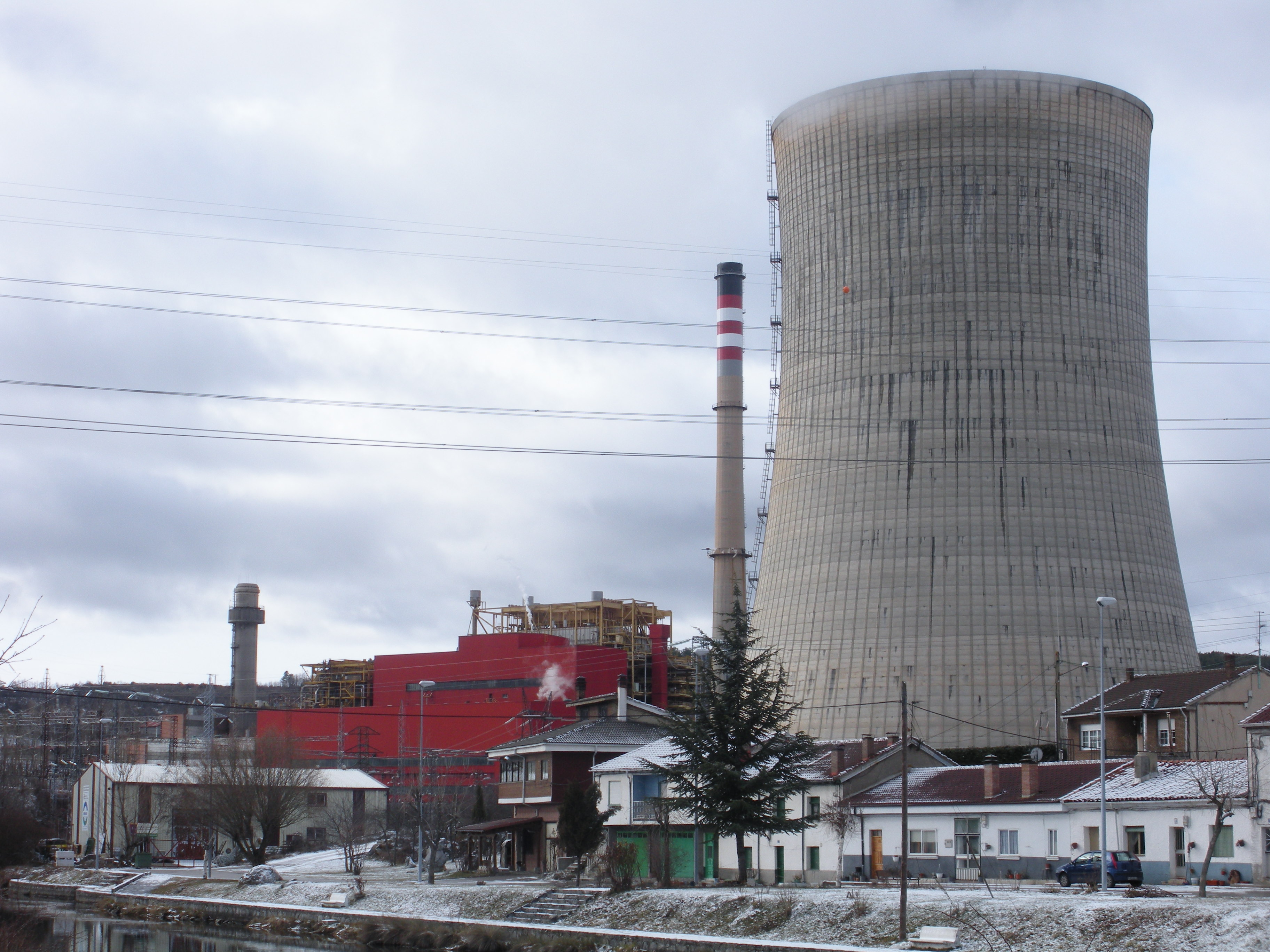
Central térmica de Velilla, en la margen izquierda del río Carrión.

## Instalaciones municipales

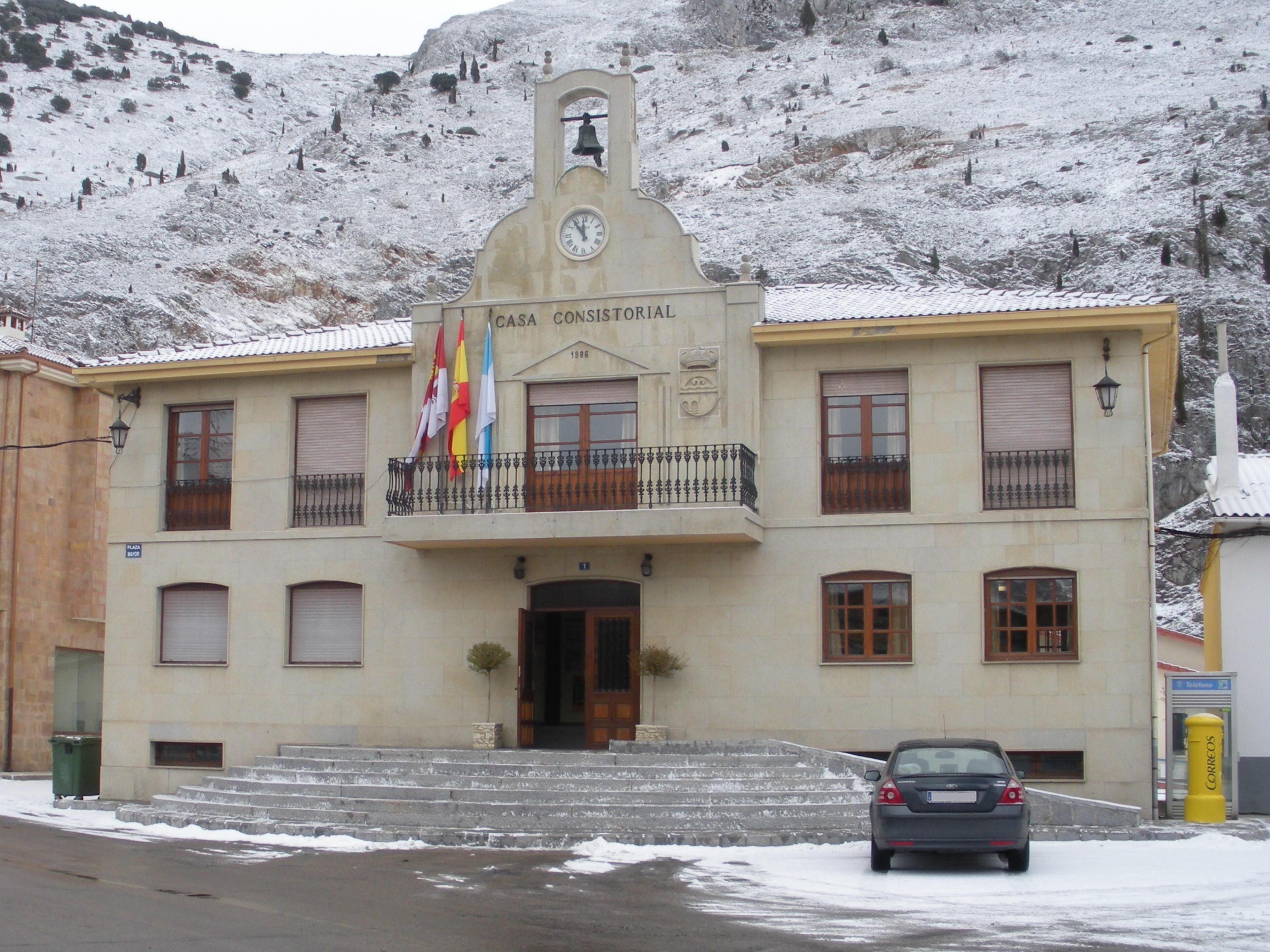
Fachada del ayuntamiento, situado en la plaza Mayor e inaugurado en 1986.

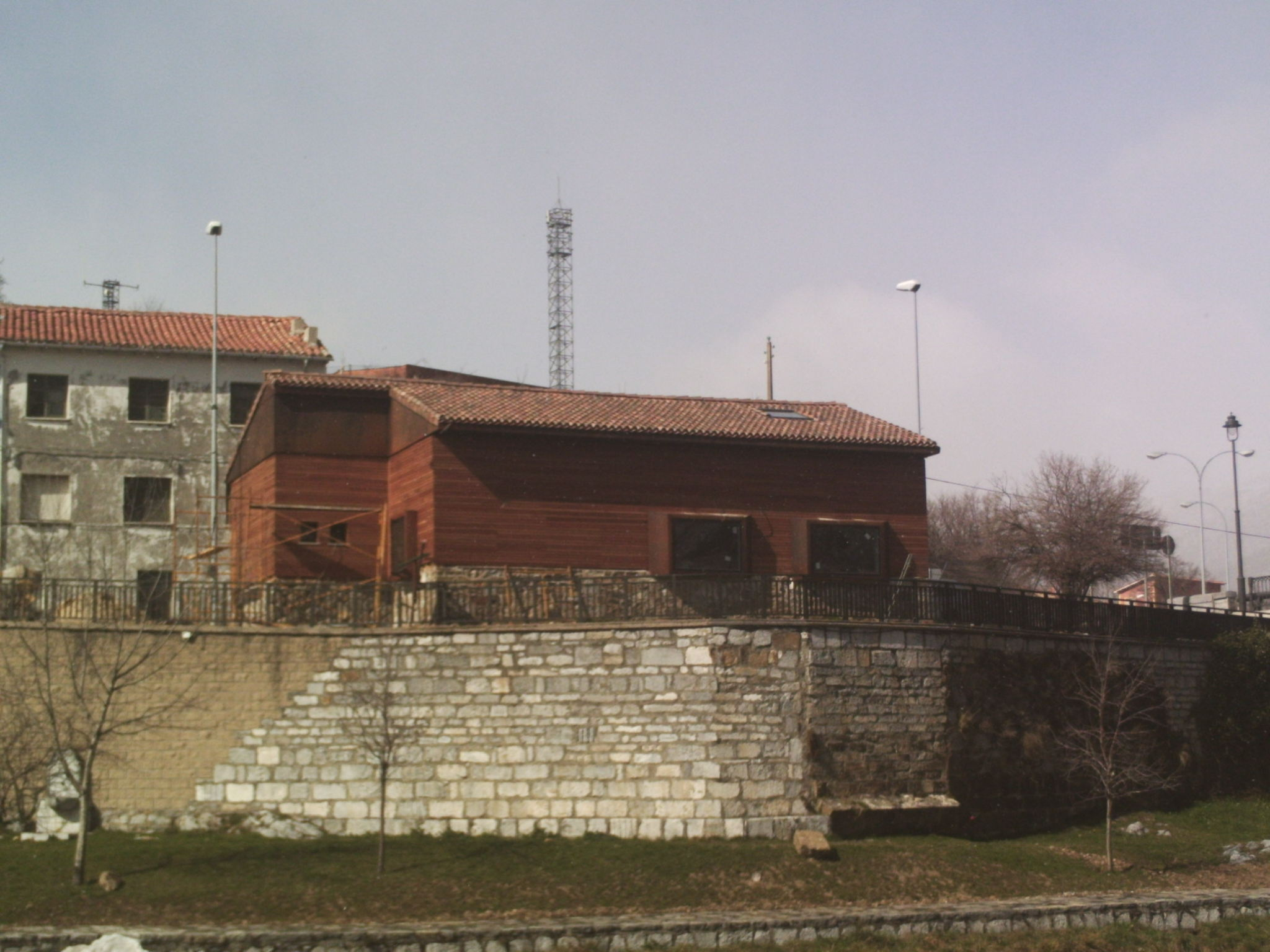
El Centro de Interpretación de la Trucha

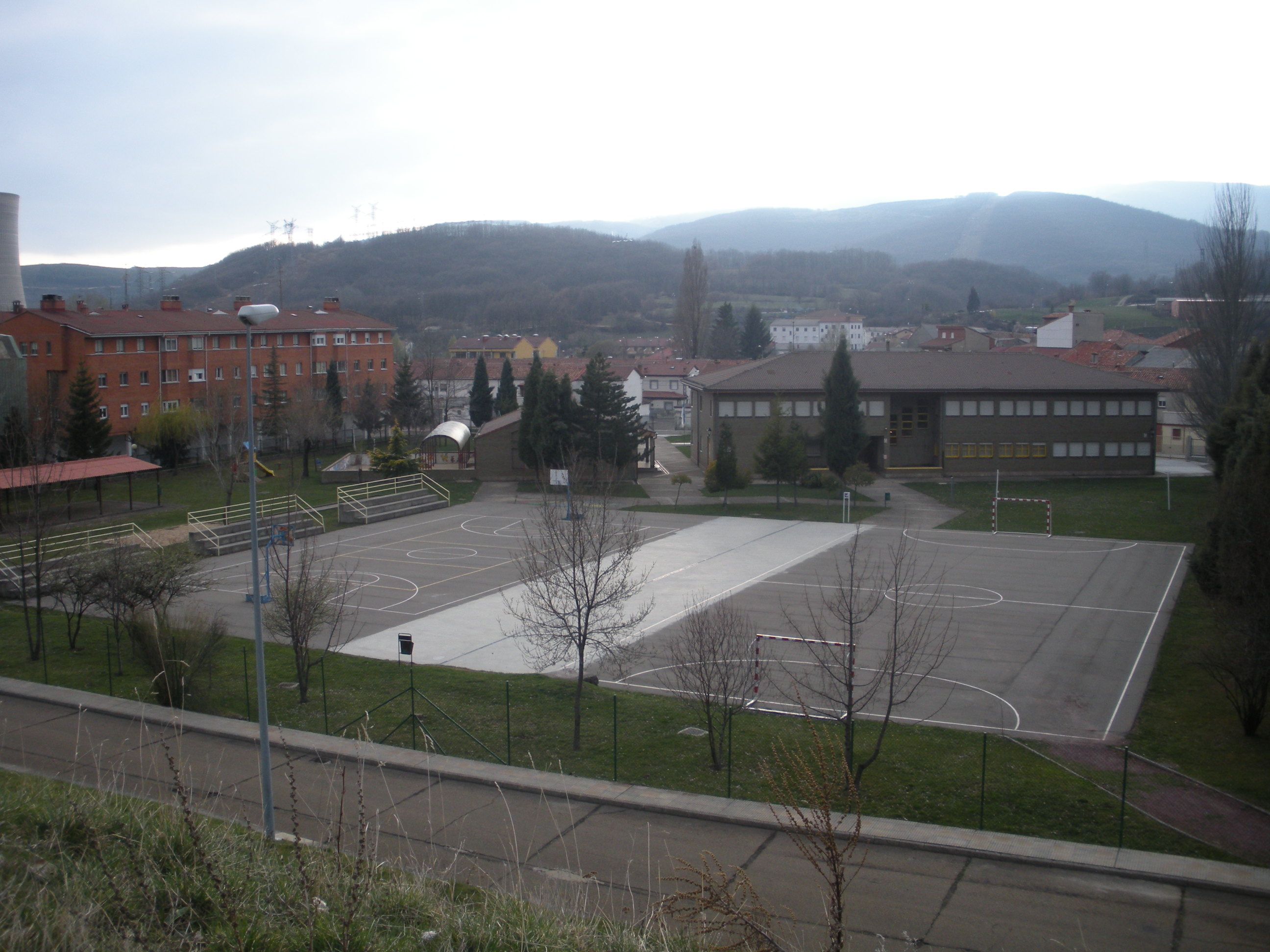
Instalaciones del Colegio Público Nuestra Señora de Areños, inaugurado en 1987.

### Transporte

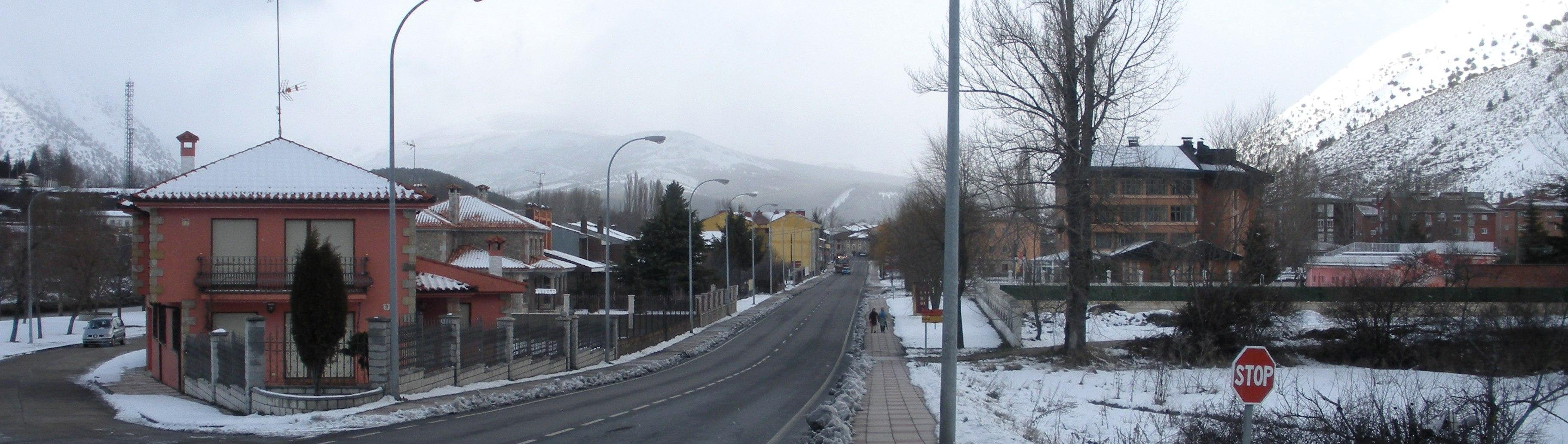
Panorámica de la entrada de Velilla, a través de la carretera autonómica CL-615, Palencia - Riaño.

### Festividades

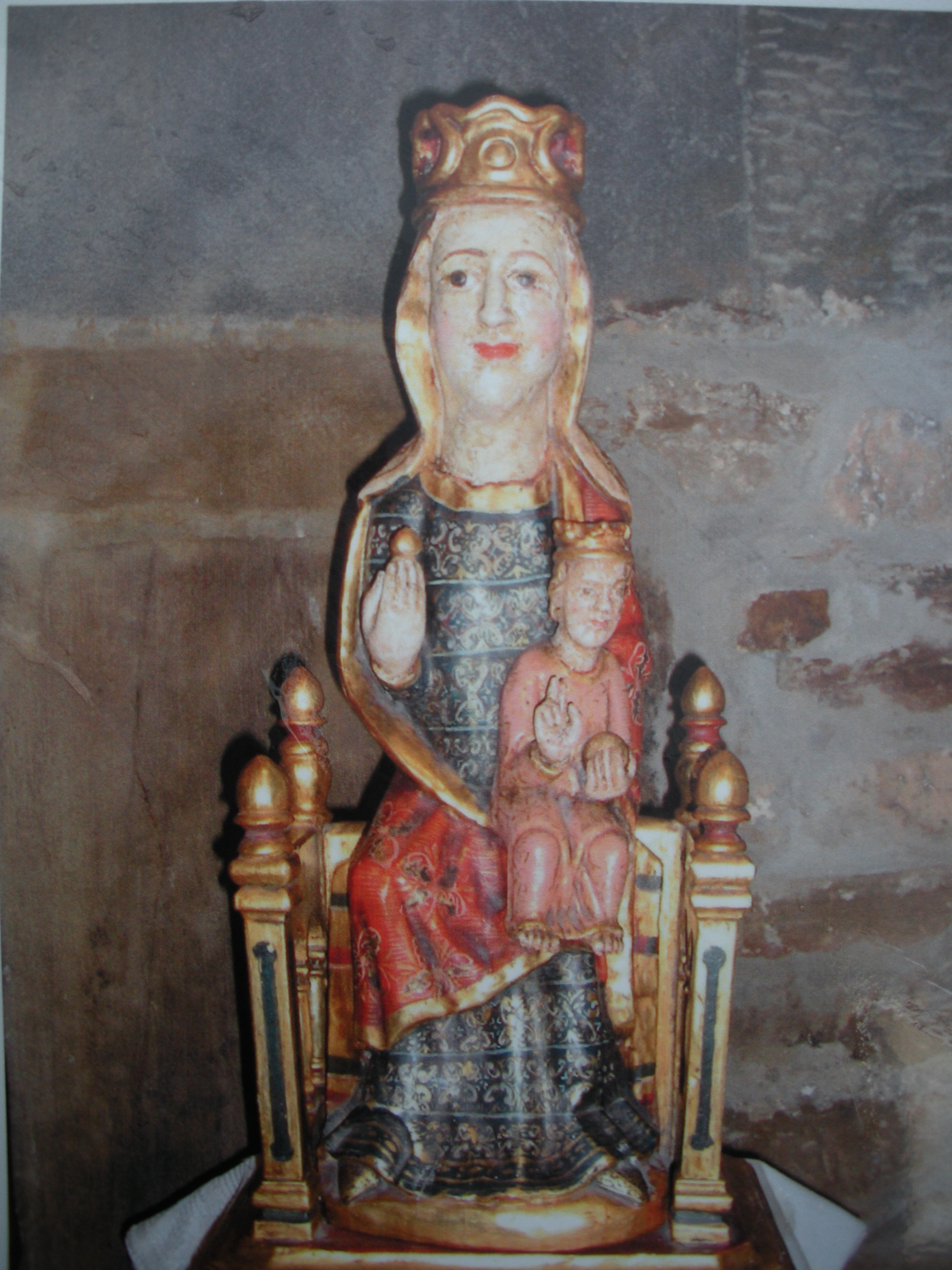
La Virgen de Areños, patrona de Velilla del Río Carrión.

### Deportes

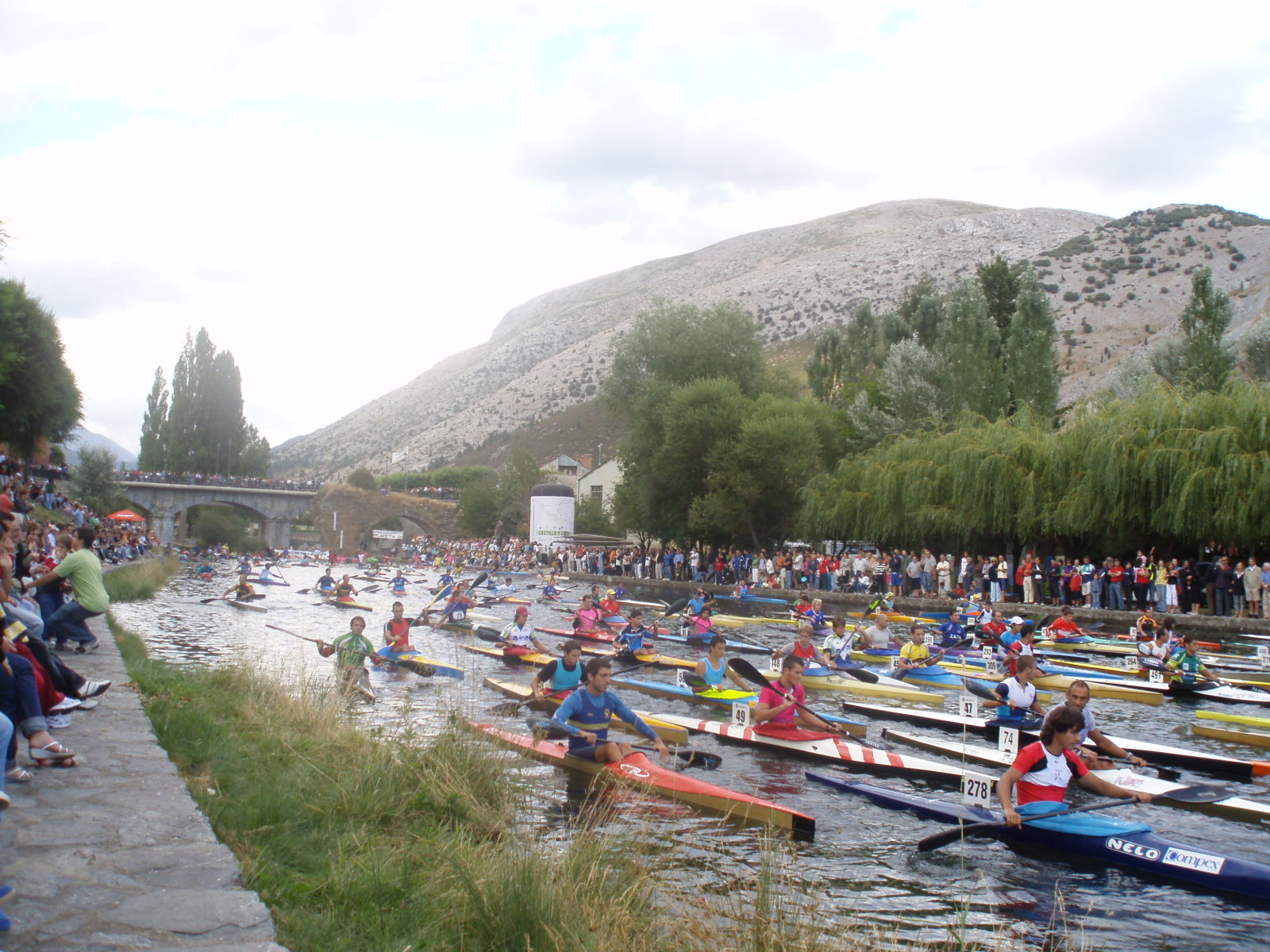
Imagen de la salida del Descenso Internacional del Carrión de 2008.

### Gastronomía

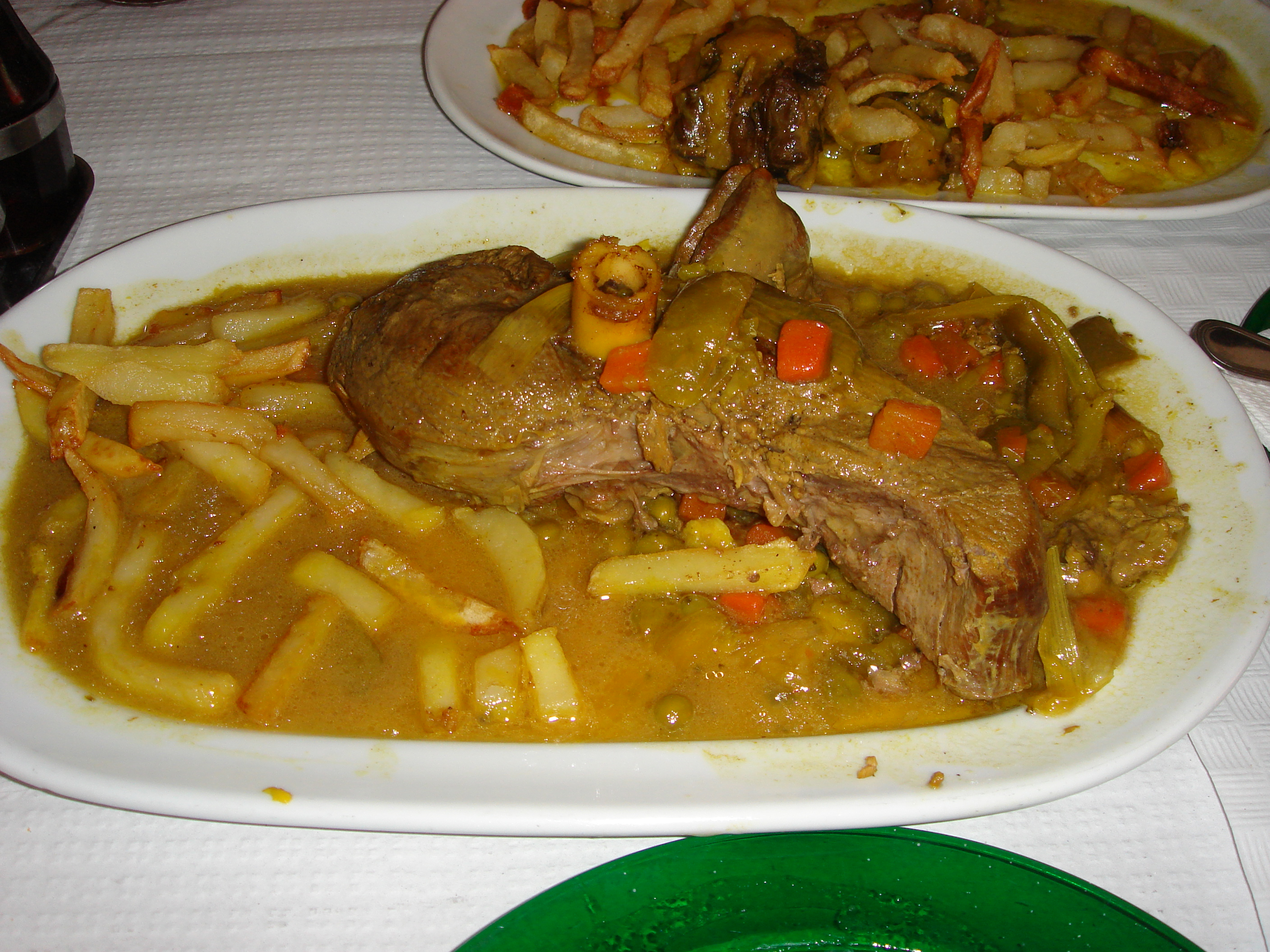
Imagen de un plato de venado guisado con patatas fritas, uno de los platos más apreciados de la gastronomía velillense.

## Patrimonio

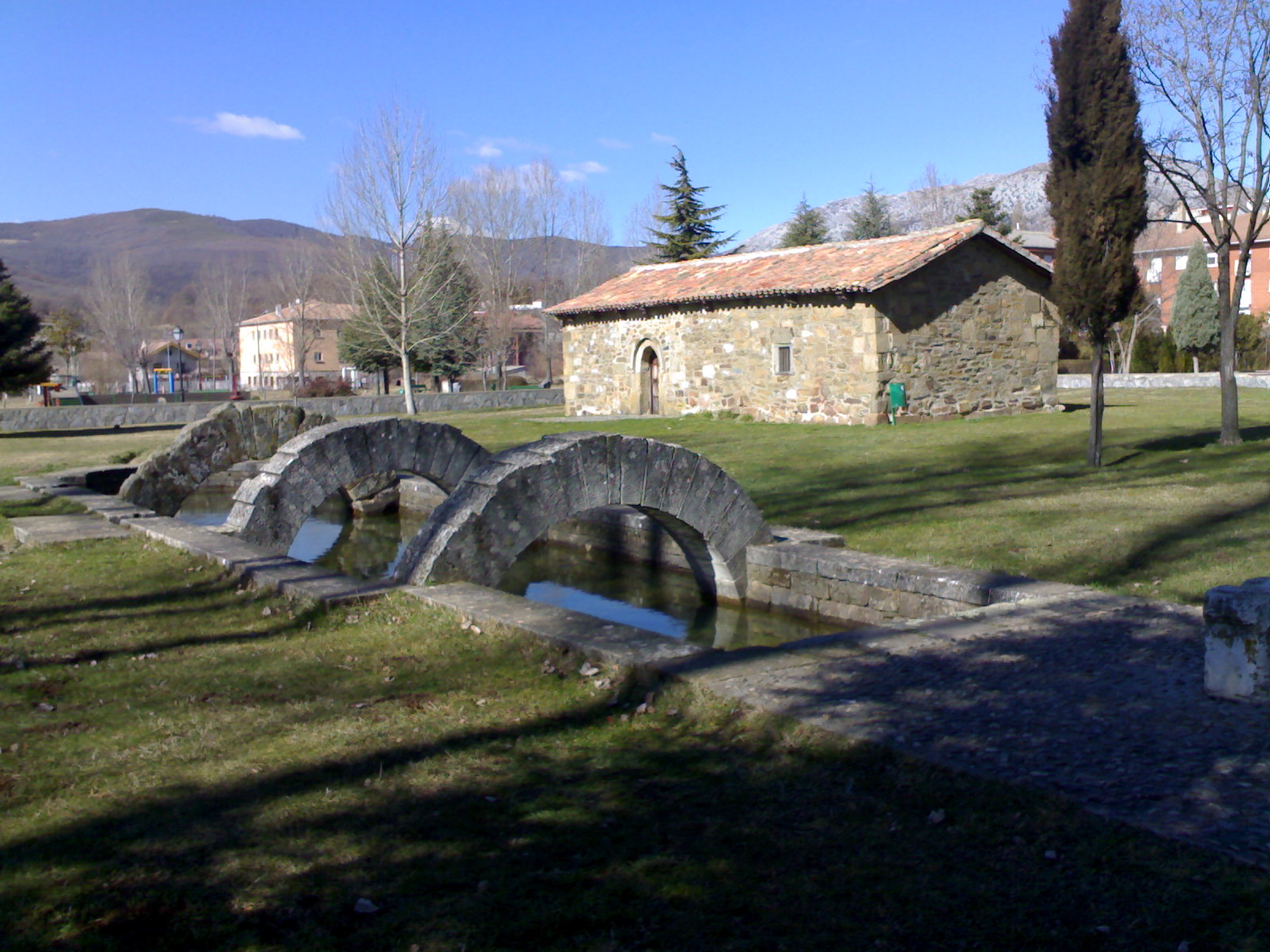
La Reana y la Ermita de San Juan.

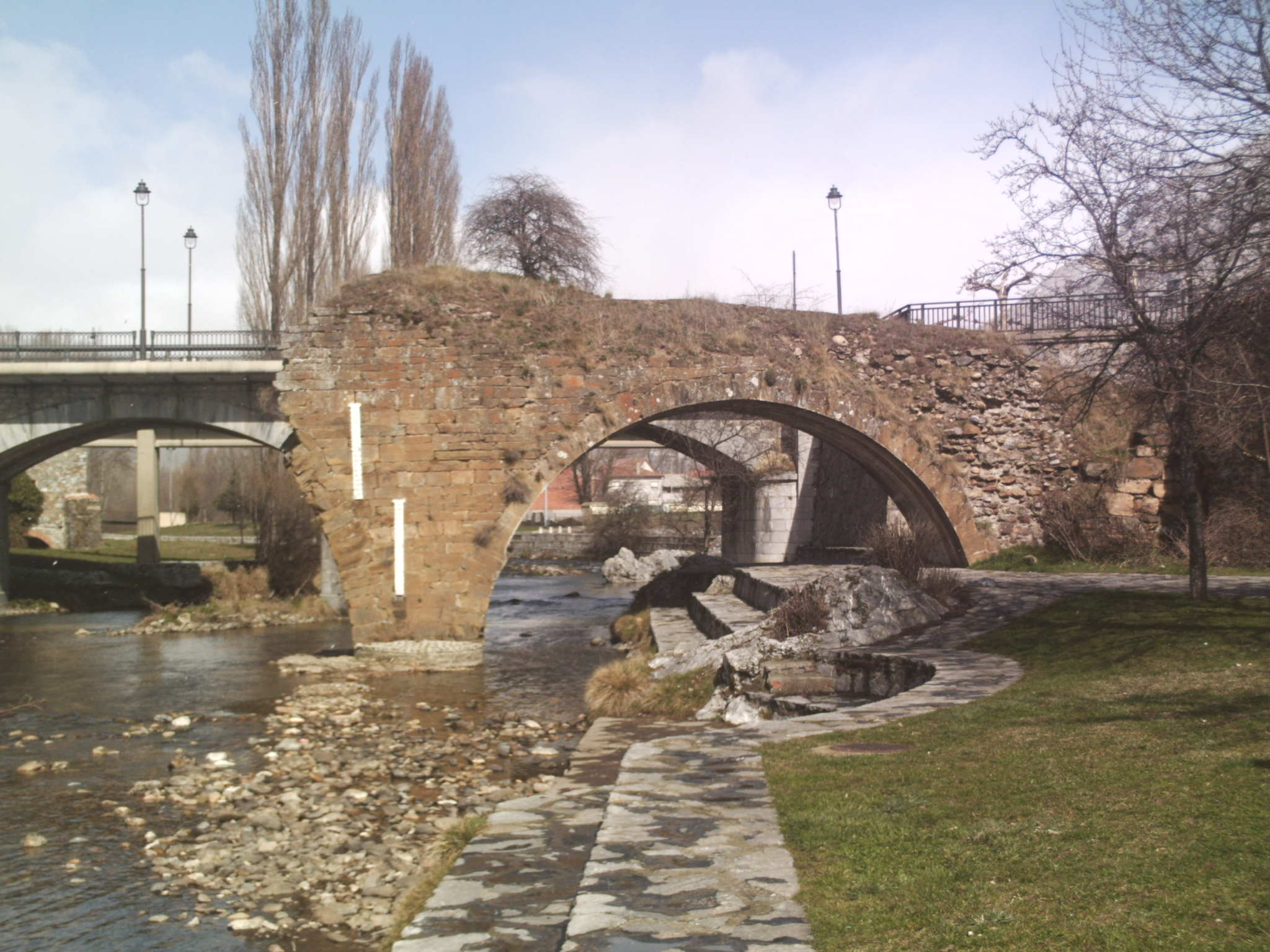
El puente medieval sobre el Carrión, conocido como Puente romano de Velilla.

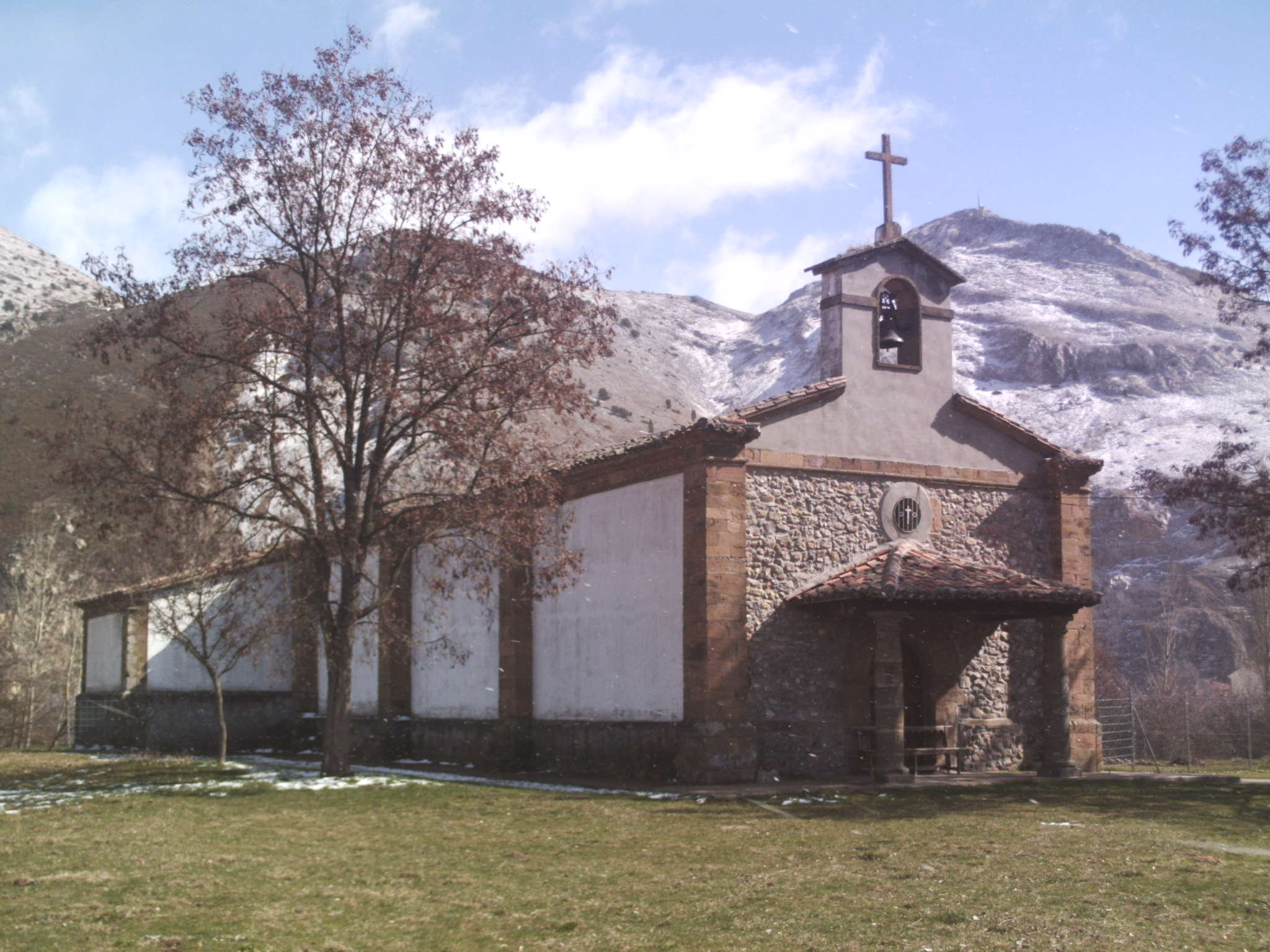
Ermita de la Virgen de Areños, patrona de Velilla del Río Carrión.

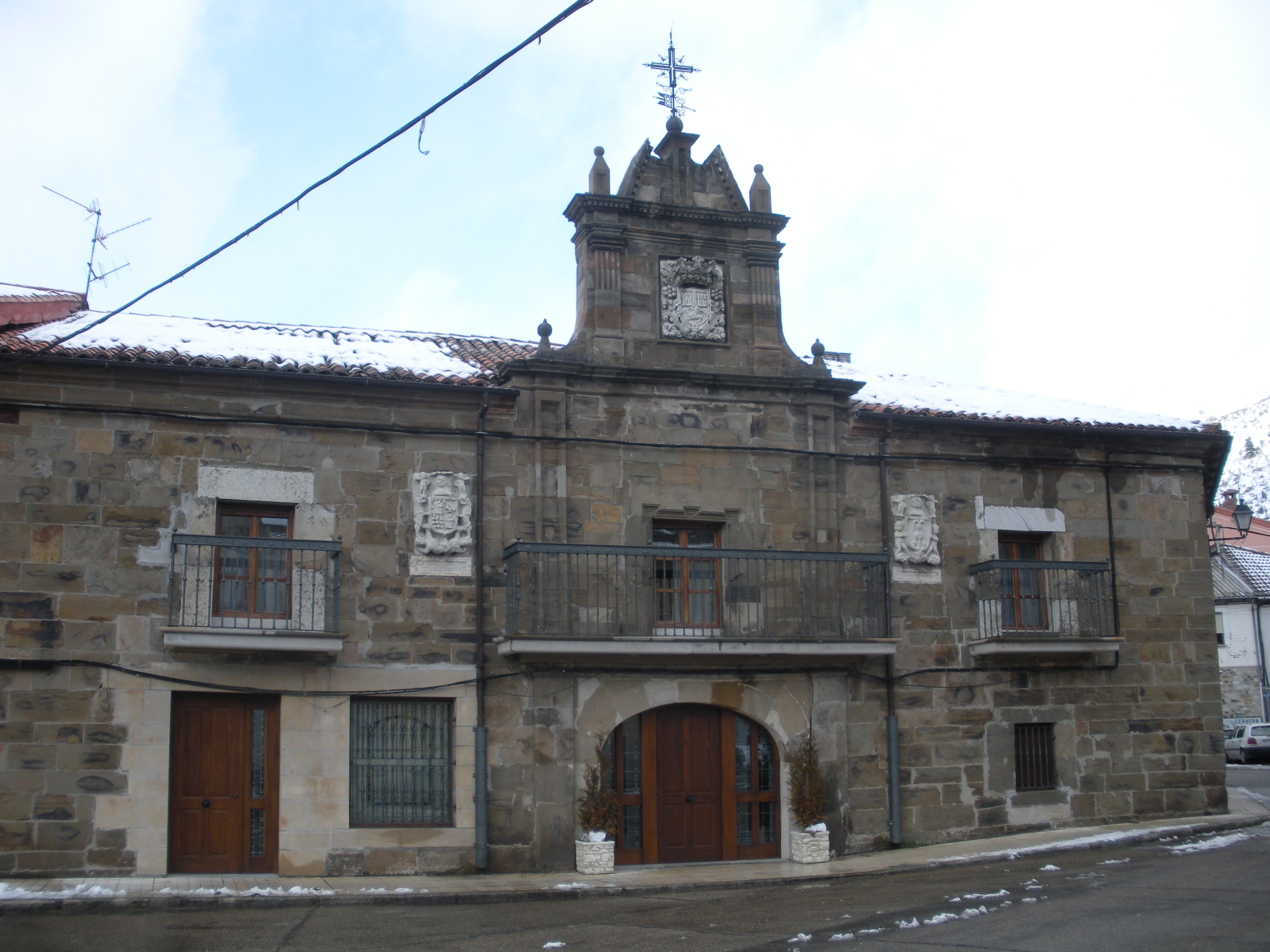
El palacio de los Enríquez, construcción del conocida como la Casa del tío Mateón.